# Șimian (Bihor)
Șimian é uma comuna romena localizada no distrito de Bihor, na região histórica da Crișana (parte da Transilvânia). A comuna possui uma área de 91.74 km² e sua população era de 3845 habitantes segundo o censo de 2007.